# Coscinia
Coscinia este un gen de insecte lepidoptere din familia Arctiidae.

## Specii[1]
- Coscinia albeola
- Coscinia albida
- Coscinia anglica
- Coscinia arenaria
- Coscinia autumnata
- Coscinia benderi
- Coscinia bifasciata
- Coscinia bipunctata
- Coscinia bivittata
- Coscinia breyeri
- Coscinia caligans
- Coscinia candida
- Coscinia canigulensis
- Coscinia centralis
- Coscinia chrysocephala
- Coscinia colon
- Coscinia coscinia
- Coscinia cribellum
- Coscinia cribraria
- Coscinia cribrum
- Coscinia cribrumella
- Coscinia cyrillii
- Coscinia delimbata
- Coscinia dubernardi
- Coscinia flavescens
- Coscinia fortestrigata
- Coscinia fumidaria
- Coscinia funera
- Coscinia galega
- Coscinia grammica
- Coscinia grisea
- Coscinia guidoi
- Coscinia haroldi
- Coscinia hospitali
- Coscinia ibicenca
- Coscinia impunctata
- Coscinia incompleta
- Coscinia infuscata
- Coscinia inquinata
- Coscinia intermedia
- Coscinia lavata
- Coscinia leucomelas
- Coscinia libyssa
- Coscinia limbata
- Coscinia liouvillei
- Coscinia lugens
- Coscinia marcosae
- Coscinia melanoptera
- Coscinia melanopterina
- Coscinia miranda
- Coscinia nevadensis
- Coscinia nigra
- Coscinia nigromarginata
- Coscinia nikitini
- Coscinia pallida
- Coscinia pallidia
- Coscinia pannonica
- Coscinia paucisignata
- Coscinia powelli
- Coscinia processionea
- Coscinia pseudobifasciata
- Coscinia pseudozatima
- Coscinia punctata
- Coscinia punctigera
- Coscinia quadrifasciata
- Coscinia ribbei
- Coscinia rippertii
- Coscinia romeii
- Coscinia rondoni
- Coscinia sibirica
- Coscinia splendida
- Coscinia strandi
- Coscinia striata
- Coscinia toulgoeti
- Coscinia transversata
- Coscinia vernetensis
- Coscinia wisniewskii
- Coscinia xanthoptera